# Svante Pääbo
Svante Pääbo (Estocolm, Suècia, 20 d'abril de 1955) és un biòleg i genetista suec, Premi Nobel de Medicina el 2022.
Especialista en genètica evolutiva i l'ADN d'espècies extingides, es va doctorar a la Universitat d'Uppsala el 1986. Fou investigador postdoctoral a la Universitat de Zúric, a Suïssa, i a la de Universitat de Califòrnia a Berkeley, als EUA. Des del 1990 ha fet tota la seva carrera a Alemanya, primer a la Universitat de Múnic, i des del 1999 a l'Institut Max Planck d'Antropologia Evolutiva, un Institut que ell mateix va fundar a Leipzig, i del qual fou director del Departament de Genètica.
És fill del bioquímic suec Sune Bergström, que també va guanyar el premi Nobel de Fisiologia o Medicina. Bergström va tenir una relació extramatrimonial amb la mare de Svante, la química estoniana Karin Pääbo, que va ser amb qui ell es va criar i de qui va rebre el cognom.
Pääbo va aconseguir seqüenciar el genoma del neandertal. També va descobrir que els Homo sapiens i els neandertals es van aparellar i van tenir descendència en comú. Per això, entre l'1% i el 4% del genoma de totes les persones d'ascendència europea o asiàtica és d'origen neandertal.
L'octubre de 2022 va ser guardonat amb el Premi Nobel de Medicina. Pääbo fou reconegut pels seus descobriments sobre els genomes d'homínids extingits i sobre l'evolució humana. El jurat va destacar la seva capacitat a l'hora d'estudiar la genètica d'homínids desapareguts fa desenes de milers d'anys, cosa que ha donat lloc a una disciplina científica nova, la paleogenòmica, que ha permès «desvelar les diferències genètiques que distingeixen els humans actuals i els homínids extints i posar les bases per investigar què ens fa genuïnament humans». D'aquesta manera, «Pääbo ha obert una finestra nova al nostre passat evolutiu revelant una complexitat inesperada en l'evolució i la barreja d'homínids antics».
El 2025, l'Ajuntament de Barcelona i el Barcelona Knowledge Hub de l'Academia Europaea van concedir-li el 5è Premi Europeu de Ciència Hipatia.